# Barbara Bajor
Barbara Bajor – doktor habilitowana nauk prawnych, profesor Europejskiej Wyższej Szkoły Prawa i Administracji.

## Życiorys
Stopień doktora nauk prawnych uzyskała na podstawie rozprawy pt. Spółka jednoosobowa jako forma prawna prowadzenia przedsiębiorstwa (promotor – Andrzej Bierć). Stopień naukowy doktora habilitowanego uzyskała na podstawie dorobku naukowego i rozprawy habilitacyjnej pt. Bankowość elektroniczna. Studium prawne. Członek Rady Naukowej Instytutu Nauk Prawnych PAN. Jest adiunktem w Zakładzie Polskiego i Europejskiego Prawa Prywatnego Instytutu Nauk Prawnych PAN. Aktywnie uczestniczy w działalności Helsińskiej Fundacji Praw Człowieka. Jej zainteresowania badawcze koncentrują się wokół prawa cywilnego, bankowego, handlowego, rodzinnego i europejskiego.
W latach 1998–2003 była wykładowczynią w Wyższej Szkole Informatyki, Zarządzania i Administracji w Warszawie, w latach 1998–2004 w Studium Europejskiego Prawa Bankowego INP PAN, od 1999 jest wykładowczynią w Europejskiej Wyższej Szkole Prawa i Administracji w Warszawie. W latach 2003–2007 pełniła funkcję prodziekana ds. studenckich w Europejskiej Wyższej Szkole Prawa i Administracji. Od 2007 pełni funkcję dziekana wydziału prawa w Europejskiej Wyższej Szkole Prawa i Administracji.

## Wybrane publikacje
- Teoretycznoprawne aspekty jednoosobowej spółki cz. I (Studia Prawnicze, z. 4, 1999).
- Teoretycznoprawne aspekty jednoosobowej spółki cz. II (Studia Prawnicze, z. 1–2, 2000).
- Кim jest przedsiębiorca? (Prawo przedsiębiorcy, nr 24/2001).
- Jednoosobowa spółka z o. o. w świetle prawa handlowego (Scholar, 2002).
- Standardy prawa polskiego w zakresie ochrony systemu finansowego przed wykorzystywaniem go dla celu prania brudnych pieniędzy na tle prawa wspólnotowego [w:] System prawa RP w procesie europeizacji (praca zbiorowa, red. prof. M. Matey-Tyrowicz, EWSPA, 2002).
- Zasady polskiego prawa finansowego w zakresie przeciwdziałania praniu pieniędzy (Zeszyty Naukowe WSIZiA, nr 1/2003).
- Instytucje kredytowe w prawie wspólnotowym [w:] Współczesne wyzwania europejskiej przestrzeni prawnej. Księga pamiątkowa dla uczczenia 70. urodzin Profesora E. Piontka (Zakamycze, 2005).
- Propozycja nowego porządku prawnego dla usług płatniczych na rynku wewnętrznym UE [w:] Prawo w XXI wieku. Księga pamiątkowa 50-lecia INP PAN (Scholar, 2006).
- Bankowość elektroniczna. Studium prawne (Scholar, 2011).
- Istota i zakres obowiązków informacyjnych dostawców usług płatniczych (Studia Prawnicze, z. 3–4/2011).
- Prawo prywatne międzynarodowe. Komentarz (EWSPA, 2012; współautorka).